# Alto de Mondoñedo
El Alto de Mondoñedo (2.742 m s. n. m.) es un puerto de montaña situado en la Cordillera Oriental en la Región Andina en la carretera que comunica a los municipios de Anapoima y la Mesa con Mosquera o Soacha.

## Ciclismo
Este puerto ha formado parte de las principales carreras de ciclismo del país en múltiples ocasiones.
La vertiente que viene desde Apulo, tiene una longitud de 60,3 km, con una pendiente media de 3,8% y pendiente máxima de 10%